# U.S. Robots and Mechanical Men
U. S. Robots and Mechanical Men, Inc. (en español: Robots y Hombres Mecánicos de los Estados Unidos) es la empresa ficticia que fabrica robots en el siglo XXI, en la serie de novelas y cuentos cortos del escritor estadounidense Isaac Asimov, la Serie de los robots.

## Historia ficticia
En el universo de ficción de Asimov, U.S. Robots fue fundada en 1982 por Lawrence Robertson. Susan Calvin fue la primera, y durante muchos años, la única robopsicóloga de U.S. Robots, y es el personaje principal en muchas historias cortas de Asimov. Por lo general se ocupa de problemas robóticos en el laboratorio, o de descifrar complicados enigmas planteados por los que ha atravesado la empresa en muchas ocasiones. En otras historias de robots, Greg Powell y Mike Donovan, ingenieros de campo para la empresa, tratan de resolver las cuestiones robóticas en el campo, en este caso el espacio exterior, en estaciones espaciales u otros planetas.
Los cuentos cortos también mencionan a Alfred Lanning y Peter Bogert, los Directores de Investigación (primero a Lanning y, a continuación, Bogert) durante el tiempo de Calvin en la corporación.

## Detalles
La ubicación física de la empresa no se especifica. Sus sedes se han instalado en todo el mundo, pero en el relato corto Robot AL-76 Extraviado, se dice que la principal se encuentra en Schenectady, Nueva York.
En Atrapa esa Liebre, el lema no oficial de la empresa es: "Ningún empleado comete el mismo error dos veces. Es despedido la primera vez".
La fábrica de U.S. Robots and Mechanical Men es el único lugar en la Tierra donde los robots están autorizados a ser ensamblados y desarrollarse libremente. Es decir, dejarlos salir de los terrenos de la compañía se considera una acción ilegal. De hecho, es difícil ver cómo esto podría haberse logrado en la práctica, dado el gran número de jurisdicciones y los lugares que han tenido que ponerse de acuerdo para una prohibición total de robots.
El principal inversionista y eterno accionista de la compañía, Scott Robertson, junto con asociados, están constantemente tratando de revertir lo que ellos llaman el complejo de Frankenstein, y demostrar al mundo que, gracias a las tres leyes de la robótica los robots son en realidad inofensivos. Sin embargo, en la novela "Leny", Calvin sugiere otro enfoque: dejar que la gente sepa el peligro, aumentando así la emoción, y de esa manera hacer que el público exija más. Y de este modo familiarizar a los robots y los hombres mecánicos a la sociedad. A fines del siglo XXI, las máquinas resolvieron los problemas ambientales causados por la humanidad pero, aún muchos siglos después, el hombre continuaba temiendo a los robots, debido a considerarlos una amenaza no para su integridad física, si no para su seguridad laboral. En historias posteriores, sucesores de Robertson aparecieron lidiando con este problema, el cual fue finalmente resuelto en el relato "¿Qué es el Hombre?" en el cual logró disminuirse gradualmente el llamado Complejo de Frankenstein de los humanos.
El primer robot fabricado para uso público fue EZ 27 (Easy), quien fue programado para la corrección de tipografía, ortografía, gramática, signos de puntuación y toda clase de errores similares en libros y textos escritos diversos. El hecho es mencionado en el cuento "Esclavo en galeras".
Bajo el nombre de U.S. Robotics (USR), esta empresa también aparece en la película de 2004 I, Robot, con Will Smith, homónima de la colección de cuentos cortos de Asimov, Yo, Robot si bien está sólo vagamente inspirada en esa obra y algunos de sus personajes, como el Dr. Alfred Lanning (James Cronwell), uno de los científicos y Susan Calvin (Bridget Moynahan), la Robopsicóloga, una especialista en psicología robótica.